# 布里奇波特 (密蘇里州)
布里奇波特（英語：Bridgeport）是位於美國密蘇里州沃倫縣的非建制地區。

## 歷史
布里奇波特的郵局於1833年設立，1847年關閉後又於1867年重啟，最終於1893年停運。

## 地理
布里奇波特所處的海拔為高於海平面211米（即692英呎），而該地所採用的時區為UTC-6，即北美中部時區（CST）。同時該地設有夏令時間，為UTC-6調快一小時，即UTC-5（CDT）。